# 北昤吉

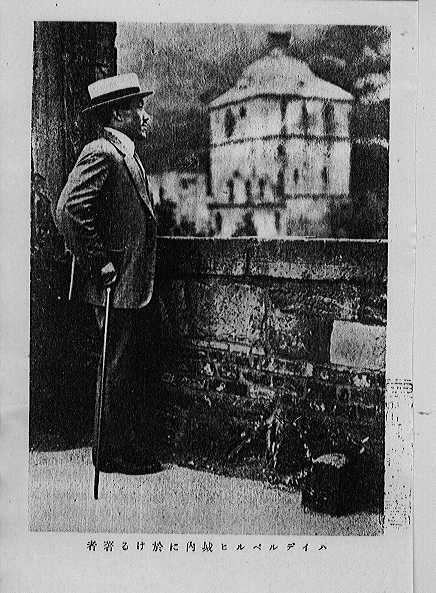
1921年 ドイツ ハイデルベルク城にて

北 昤吉（きた れいきち、1885年（明治18年）7月21日 - 1961年（昭和36年）8月5日）は、日本の思想家、思想評論家、教育者、政治家・衆議院議員、日本自由党政調会長。多摩美術大学創立者。別名・礼華。
二二六事件の首謀者の一人である北一輝の実弟。

## 生涯

### 出生、学生時代
新潟県佐渡市（旧新潟県佐渡郡湊町）出身。初代両津町長で酒屋と肥料屋を営む北慶太郎の二男。高等小学校入学と同時に漢学塾に通い、漢学と習字を習う。新潟県立佐渡中学校（新制:佐渡高校）に入学したが、兄と同学年になることを嫌った父親の命令で中学入学が遅れたため、希望していた陸軍幼年学校進学を年齢制限により絶たれる。早稲田大学政治経済学部に入学するも、1年で哲学科に移り、1905年（明治38年）の予科卒業時には首席となり各科総代を務めた。1908年（明治41年）、早稲田大学大学部文学科哲学科卒業。同年、兄輝次郎方（北一輝の本名）より分家した。同年9月、茨城県立土浦中学校に奉職、翌年結婚し、1911年（明治44年)東京府第三中学校に転任。

### 教育者、思想家評論家時代
1913年（大正2年）早稲田大学講師となる。またこのころより大正デモクラシーの旗手として論壇に登場し、民本主義の学問的根拠、政治学のあり方をめぐって吉野作造と論争する。1917年（大正6年）ごろ、霊感の強い兄一輝の知り合いで、催眠術者の古屋鉄石の試験台をしていた永福という行者を知り、自宅に招いて中村古峡、柳田国男、中桐確太郎、紀淑雄らと催眠術の研究をした。
三土忠造の支援で、1918年（大正7年）9月より、4年半近く欧米に留学した。米国ハーバード大学で1年学んだのち、英国、フランス、スイス、イタリアを経て、1920年（大正9年）春にドイツに入り、ベルリンで学び、1921年より1年7か月ハイデルベルクで暮らした。1922年（大正11年）12月末に帰国。
1923年（大正12年）帰朝以来大東文化学院（現在の大東文化大学）教授、大東文化協会第二研究主任、日本 (新聞)編輯監督、大正大学講師歴職。
在英ユダヤ人政治学者のハロルド・ラスキと友人になったが帰国直後には兄の北一輝がソ連外交官でユダヤ人のヨッフェを批判していた旨を後に回顧している。また、改造、読売新聞、東京日々新聞などに論文を寄稿した。兄の一輝とは1925年（大正14年）を最後に、逮捕後に面会するまで十年以上没交渉となった。
1923年12月27日の虎の門事件（天皇暗殺未遂）の翌日に弁護士小川平吉（警視総監斎藤樹の義父、宮澤喜一の祖父）が発起した青天会に参加し、また小川と共に日本新聞を主宰した。青天会と日本新聞とは不離の関係にあり、会員の重なる者は本人のほか、井上哲次郎、五百木良三、阪東宣雄、花井卓蔵、蜷川新、本多熊太郎、頭山満、大木遠吉、大島健一、東条英機、若槻礼次郎、鎌田栄吉、原嘉道、永田鉄山、荒木貞夫、永田秀次郎、筧克彦、川島卓吉、上杉慎吉、近衛文麿、北里柴三郎、金杉英五郎、江木千之、平沼騏一郎、星野錫、長崎英造、鈴木梅四郎、若宮卯之助、綾川武治（国本社）、中谷武世、下位春吉等であった。北はその他にも愛国勤労党など様々な愛国的団体に参加した。
1928年（昭和3年）、総合評論雑誌「祖国」を創刊、自ら主幹となり評論活動に入る。この雑誌は本来左右を問わない言論発表の場であったが、後に「祖国（同志）会」の機関紙へと性質を変える。
1929年（昭和4年）早稲田大学時代の教え子であった金原省吾らに請われて帝国美術学校（現在の武蔵野美術大学）の創立者兼初代校長となるが、
1935年（昭和10年）学校の運営と移転問題をめぐって学生と対立し、学生のストライキ事件（同盟休校事件）を期に学校は分裂する。（帝国美術学校と多摩帝国美術学校）
多摩帝国美術学校（現在の多摩美術大学）を創設。多摩帝国美術学校名誉校長をつとめた。

### 政治家時代、大東亜戦争前後
1936年（昭和11年）、二・二六事件直前の第19回衆議院議員総選挙で無所属で当選し、政治家へと転身。当選後立憲民政党に入党。
戦後、自由党の結成に尽力した。公職追放解除後は日本民主党、自由民主党議員として活動、衆院懲罰委員長、自由党政調会長など歴任した。墓所は多磨霊園。

## 人物
趣味は読書、釣魚。宗教は仏教。住所は東京杉並区井荻。

## 家族・親族
- 妻・マツエ（1890年生、通称・佳子。新潟、県会議員本間一松の長女、昤吉の母リクの姪）[1][4][13]
- 長女・ミチ（1912年生、福島、今泉正[注釈 1]の妻）[1][4]
- 二女・サチ（1915年生、清水太郎の妻）[1][4]
- 女（1918年生）[1][4]
- 四女（1926年生）[1][4]
- 五女[1][4]

- 父・北慶太郎（1853-1903[6][15]） - 両津町初代町長。代々醸造業を営む裕福な北家の娘ロクとその入り婿六太郎の長男として生まれる[16][17]。慶太郎は火の玉や幽霊を見る人で、昤吉によると、そうした霊感の強さは兄の北一輝に引き継がれたという[18]。自由民権運動に関わり、町長時代の1890年には相川暴動と呼ばれる米騒動に巻き込まれ、1900年には家業に失敗し（昤吉によると親戚の保証問題）廃業[6]。慶太郎没後は母方叔父の本間一松が父替わりとなって一輝昤吉兄弟らの学費を援助した[5]。
- 母・リク（1856-1939) - 新穂村出身。旧姓・本間。佐渡には、出産は実家で行ない、33日めに婚家に戻るという古い習慣があったため、昤吉たちは母の実家で産まれた[5]。新穂村は日蓮宗の根本寺 (佐渡市)の所在地として知られる信心深い土地だった[5]。昤吉の妻・マツエ（佳子）の実父はリクの弟。遠縁(リクの姪の娘の夫)に丹波哲郎がいる[6]。
- 実兄・北一輝（思想家） - 二・二六事件で処刑された。

## 著作

### 単著
- 『時間と自由意志 哲学入門』南北社〈ベルグソン哲学の解説及批判 第1編〉、1914年4月。
- 『物質と記憶 創造的進化』南北社〈ベルグソン哲学の解説及批判 第2編〉、1914年12月。
- 『哲学より政治へ』止善堂書店、1918年2月。NDLJP:959136。
- 『光は東方より』大日本雄弁会講談社、1918年8月。NDLJP:959253。
- 『哲学的世界観の種々相』谷島屋書店、1924年4月。
- 『妥当性の哲学』早稲田泰文社、1924年6月。NDLJP:981691。
- 『哲学概論』聖山閣〈綜合大学講座 1〉、1926年5月。NDLJP:981786 NDLJP:1019219。
- 『哲学行脚』新潮社、1926年5月。NDLJP:981767。
- 『昭和維新』世界文庫刊行会、1927年11月。
- 『人間観』教文社、1928年1月。
- 『世界の現状と新日本建設の急務』大日本雄弁会講談社〈雄弁 第24巻第5号附録〉、1933年5月。
- 『再革命の独逸』平凡社〈世界の今明日 第8巻〉、1933年7月。
- 『強力内閣と新政治経済機構』日本講演通信社〈日本講演通信 第238号〉、1934年5月。
- 『憲政常道論の迷信』国民協会出版部、1934年3月。
- 『思想と生活』日本書荘、1937年1月。NDLJP:1046880。
- 『中支戦線を巡視して』日本協会出版部、1938年6月。NDLJP:1080455。
- 『動乱の欧州情勢』日本協会出版部、1940年2月。NDLJP:1080454。
- 『排撃の歴史』大理書房、1941年9月。
- 『戦争の哲学』大理書房、1943年3月。NDLJP:1062781。

### 寄稿
- 北昤吉『小川平吉翁の回顧』日本及日本人社『日本及日本人』、1951年。

### 編集
- 『近代英雄評伝』宏文館、1931年12月。
- 『ファッショと国家社会主義』日本書荘、1937年2月。NDLJP:。
- 『日本精神の闡明』大理書房、1942年11月。

### 翻訳
- ヘフディング『近世哲学史 上巻』早稲田大学出版部〈現代哲学 第5編〉、1917年12月。NDLJP:950201。
- ヘフディング『近世哲学史 下巻』早稲田大学出版部〈現代哲学 第6編〉、1918年4月。NDLJP:950202。
- ラピンドナー・タゴール『タゴール講演集 古の道』プラトン社、1924年9月。NDLJP:981734。
- ロジャース『西洋哲学史』冨山房、1925年1月。NDLJP:1088321。
- ベルグソン『時間と自由意志 附・物質と記憶』新潮社〈社会哲学新学説大系 3〉、1925年2月。NDLJP:982177。
- カール・カウッキー『マルクスの資本論』潮文閣〈万有文庫 第35巻〉、1928年3月。
- ヘフディング『改訳近世哲学史 上巻』新潮社、1928年4月。
- ヘフディング『改訳近世哲学史 下巻』新潮社、1928年6月。
- 『明治天皇御集(Ausgewählte Gedichte von Kaiser Meidi)』日独伊協会、1939年8月。
- P.A.ソロキン『ヒューマニティの再建』文藝春秋、1951年3月。

### 共訳
- ロージャース 著、藤井健治郎・北昤吉 訳『西洋哲学史』冨山房、1914年2月。NDLJP:951318。
- ヴィンデルバント 著、北昤吉・井上忻治 訳『欧洲思想史』興亡史論刊行会、1918年6月。NDLJP:953670。
- ピトリム・ソローキン 著、北昤吉・渡辺勇助 訳『現代の危機』日本経済道徳協会、1955年6月。